# Nocturno en do sostenido menor, op. posth.

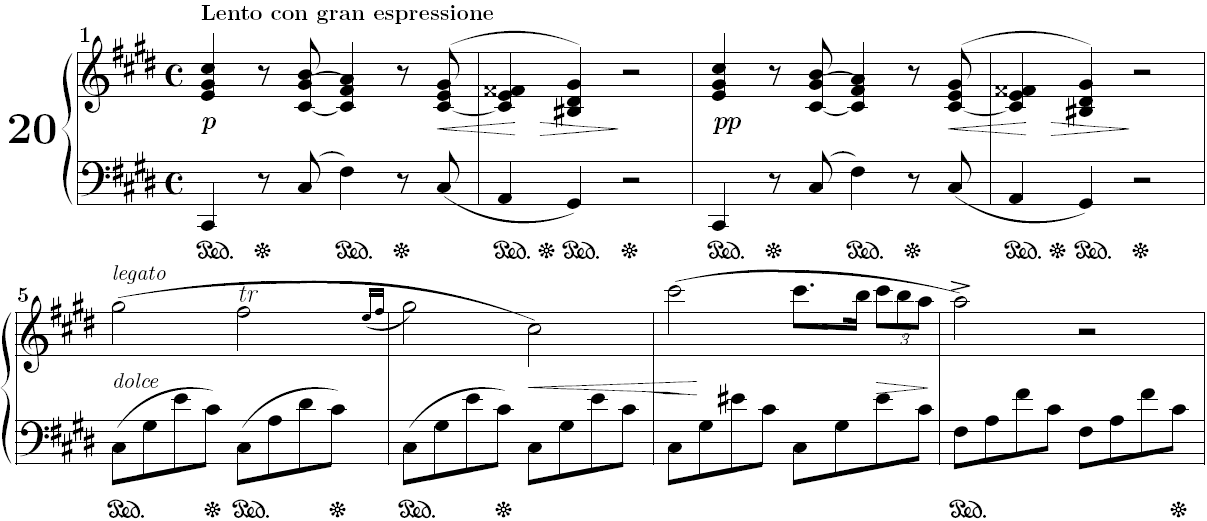
Compases iniciales del Nocturno n.° 20

El Nocturno n.º 20 en do♯ menor, op. posth., Lento con gran espressione, P 1, n.° 16, KKIVa/16, WN 37, es una pieza para piano solo, compuesta por Frédéric Chopin en 1830 y publicada en 1870.
Chopin dedicó esta obra a su hermana mayor Ludwika Chopin, con la afirmación: "A mi hermana Ludwika como ejercicio antes de comenzar el estudio de mi segundo Concierto". Publicada por primera vez 21 años después de la muerte del compositor, la pieza generalmente se conoce como Lento con gran espressione, por su marca de tempo. A veces también se le llama reminiscencia. La pieza fue interpretada por la sobreviviente del Holocausto Natalia Karp para el comandante del campo de concentración nazi Amon Goeth, y Goeth quedó tan impresionado con la interpretación que perdonó la vida de Karp.
Esta fue también la pieza interpretada por el sobreviviente del Holocausto y famoso pianista polaco Władysław Szpilman (la figura central de la película de Roman Polanski de 2002 El pianista ) durante la última transmisión en vivo de la radio polaca el 23 de septiembre de 1939 cuando Varsovia fue sitiada por el ejército alemán . Años más tarde, Szpilman también interpretó esta pieza para el oficial del ejército alemán Wilm Hosenfeld en su primer encuentro, aunque en la escena cinematográfica correspondiente, Szpilman interpreta una versión abreviada de la Balada n.° 1 de Chopin en sol menor, op. 23. Hosenfeld luego ayudó a Szpilman a esconderse y le proporcionó comida en los últimos meses de la guerra.

## Estructura musical

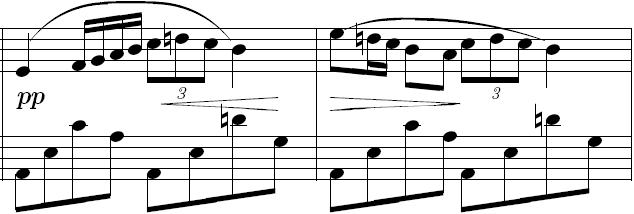
Un tema contrastante de la primera sección.

La pieza está marcada como Lento con gran espressione y está escrita en tiempo común . Después de una introducción tranquila, el tema principal comienza en el compás 5, con la mano izquierda tocando acordes quebrados en ligaduras de legato a lo largo de la sección, añadiendo una calidad inquietante y continua a la música. Luego, el tema cambia a un pianissimo de ensueño en el compás 21, antes de volver al tema original en el compás 47 y finalmente termina en do♯ mayor. Los dos primeros compases del tema de la sección central (compases 21 y 22), se asemejan al tema principal del tercer movimiento del segundo concierto para piano en fa menor de Chopin, que fue compuesto por la misma época (1829). Los siguientes dos compases (compases 23 y 24) se asemejan a la segunda parte del tema secundario del primer movimiento de su segundo concierto para piano. El pasaje en la sección media del nocturno en compás de 3
4 que comienza en el compás 33 se parece a la sección de scherzando del tercer movimiento del segundo concierto para piano que comienza en el compás 145 en el que la mano izquierda y la derecha tocan con una octava de diferencia. En los compases 58 a 61, hay 4 grupos irregulares diferentes; uno de 18 notas, uno de 35, uno de 11 y uno de 13, los cuales se ejecutan a través de la escala de mi mayor. La pieza termina en ppp con un do♯ agudo y otro grave.

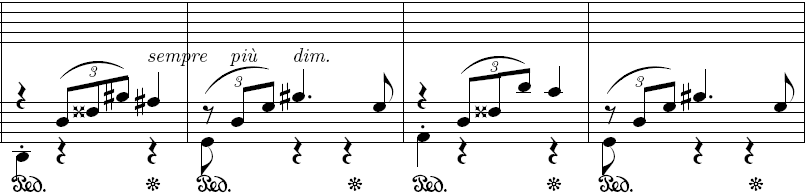
El tema de la sección central en compás de